# ماركوس بيتسيلي
ماركوس بينهيرو بيتسيلي (أرمنية: Մարկոս Պինեյրո Պիզզելլի، ولد يوم 3 أكتوبر، 1984 في بيراكيكابا، البرازيل)، هو لاعب كرة قدم برازيلي-أرميني ، ولعب لنادي الشباب (السعودية) ونادي الرائد السعودي .
يلعب مع منتخب أرمينيا منذ 2008 وشارك في 67 مباراة وسجل 11 هدف.

## روابط خارجية
- ماركوس بيتسيلي على موقع الاتحاد الأوربي (الإنجليزية)
- ماركوس بيتسيلي على موقع اتحاد أوكرانيا (الإنجليزية)
- ماركوس بيتسيلي على موقع قاعدة بيانات كرة القدم.إي يو (الإنجليزية)
- ماركوس بيتسيلي على موقع ناشيونال فوتبول تيمز (الإنجليزية)
- ماركوس بيتسيلي على موقع Soccerway.com (الإنجليزية)
- ماركوس بيتسيلي على موقع عالم كرة القدم.نت (الإنجليزية)
- ماركوس بيتسيلي على موقع كووورة